# ألين دانيال
ألين دانيال (بالإنجليزية: Eliot Daniel)‏ هو مؤلف موسيقى تصويرية وكاتب أغاني وملحن وشاعر أمريكي، ولد في 7 يناير 1908 في بوسطن في الولايات المتحدة، وتوفي في 6 ديسمبر 1997 في لوس أنجلوس في الولايات المتحدة.

## وصلات خارجية
- ألين دانيال على موقع IMDb (الإنجليزية)
- ألين دانيال على موقع ميوزك برينز (الإنجليزية)
- ألين دانيال على موقع أول موفي (الإنجليزية)
- ألين دانيال على موقع قاعدة بيانات برودواي على الإنترنت (الإنجليزية)
- ألين دانيال على موقع قاعدة بيانات الأفلام السويدية (السويدية)
- ألين دانيال على موقع قاعدة بيانات الفيلم (الإنجليزية)
- ألين دانيال على موقع كينوبويسك (الروسية)